# UGC 69
UGC 69 es una galaxia espiral localizada en la constelación de Pegaso.